# Pelochrista dagestana
Pelochrista dagestana es una especie de polilla perteneciente al género Pelochrista, categorizada en la tribu Eucosmini, de la subfamilia Olethreutinae.

## Distribución
Se distribuye por Rusia.

## Taxonomía
Fue descrita por Obraztsov en 1949 y publicada por primera vez en Mitt. mnch. ent. Ges. 35-39: 219.